# Vytenis (Vorname)
Vytenis ist ein litauischer männlicher Vorname, abgeleitet von Vytas. Die weibliche Form ist Vytenė.

## Personen
- Vytenis († 1316), ab 1293 Großfürst von Litauen
- Vytenis Aleškaitis (1953–2001), Wirtschaftspolitiker, Minister
- Vytenis Povilas Andriukaitis (* 1951), Arzt und Politiker, Minister und EU-Kommissar
- Vytenis Junevičius (* 1958), Manager, Diplomat und Politiker, Vizeminister der Wirtschaft
- Vytenis Tomkus (* 1980), Jurist und Politiker, Bürgermeister von Kaišiadorys
- Vytenis Albertas Zabukas (1940–2021), Politiker und Ingenieur, Professor